# Ketupa ketupu
Il gufo pescatore della Malesia (Ketupa ketupu (Horsfield, 1821)) è un uccello della famiglia degli Strigidae.
Il primo a descrivere la specie fu Thomas Horsfield nel 1821.